# Andorra pel Canvi
Andorra pel canvi és una formació política d'Andorra. Es presenta com una plataforma oberta a tots els tipus de pensament polític i opinions, amb la idea de sumar esforços per al millor desenvolupament d'Andorra i afavorir la pluralitat. Pretén deixar de costat els enfrontaments polítics partidistes i posar en el centre als ciutadans d'Andorra.
A les eleccions de 2009 per a renovar el Consell General d'Andorra hi va aconseguir el 18,9% dels sufragis i 3 diputats (Eusebi Nomen, Josep Maria Brigué i Josep Oscar Encuentra), convertint-se així en la clau electoral per a formar la majoria en la cambra legislativa andorrana. A les eleccions de 2011 va baixar al 6,7% dels vots, cosa que els va comportar perdre la representació parlamentària.